# James Francis Carney
James Francis Carney (Chicago, 28 de outubro de 1924 - desaparecido em El Aguacate, Olancho, 16 de setembro de 1983), conhecido como Padre Guadalupe Carney, foi um padre jesuíta estadunidense, detido desaparecido em Honduras enquanto acompanhava uma coluna da insurgência daquele país.

## Biografia
Depois de servir no Exército dos Estados Unidos durante a Segunda Guerra Mundial, ingressou na Companhia de Jesus como noviço em 1948. Em 1955, viajou como missionário para Belize, onde permaneceu por três anos. Em 1961 foi ordenado sacerdote e destinado à missão jesuíta nos departamentos de Colón e Yoro, em Honduras, áreas onde a maioria da população vivia em condições de extrema pobreza.
Em 1973, obteve a nacionalidade hondurenha por naturalização. Carney procurou aproximar-se dos seus paroquianos e compartilhar as limitações da sua vida quotidiana. Assim, com autorização de seus superiores, viveu em uma casa feita de folhas de manacá que havia construído no setor Guaymas, departamento de Yoro. Em 1978, fundou o Movimento de Cristãos pela Justiça na cidade de El Progreso, cujo objetivo era: “incorporar cada dia mais cristãos na luta pela paz autêntica em Honduras”.
Seu trabalho pastoral com os camponeses e sua simpatia pela teologia da libertação fizeram com que a Junta Militar chefiada pelo General Policarpo Paz García o privasse de sua carta de naturalização e o expulsasse para a Nicarágua em novembro de 1979. Em 1980, publicou uma carta aberta aos movimentos sociais hondurenhos, denunciando a ilegalidade de sua expulsão.
Enquanto vivia na Nicarágua, Carney conheceu o Dr. José María Reyes Mata, líder hondurenho do Partido Revolucionário dos Trabalhadores Centro-Americanos de Honduras (PRTC-H), uma organização insurgente que buscava a derrubada do regime militar em Honduras. O Padre Carney concordou em prestar acompanhamento pastoral a uma coluna do PRTC-H, que entrou em território hondurenho vindo da Nicarágua em julho de 1983, embora se abstivesse de portar armas, limitando-se ao trabalho de capelão.
O governo hondurenho afirmou que o padre Carney morreu por falta de alimentos juntamente com os outros membros da coluna guerrilheira em setembro de 1983, mas dados recolhidos por organizações de direitos humanos indicam que ele foi detido e "desaparecido" em 16 de setembro daquele ano por membros do Batalhão 3-16, a unidade de inteligência do Exército de Honduras que era assessorada por especialistas da Agência Central de Inteligência dos Estados Unidos.
Durante os anos posteriores ao seu desaparecimento, os familiares do Padre Carney e organizações de direitos humanos promoveram pesquisas nos arquivos de segurança nacional dos Estados Unidos, com o objetivo de esclarecer o papel do aparato de inteligência estadunidense na repressão dos opositores políticos nas Honduras. Um relatório dos arquivos desclassificados obtidos através desses esforços foi publicado em 1997.